# Chiesa di San Marco Evangelista (Valbrenta)
La chiesa di San Marco Evangelista è la parrocchiale di Cismon del Grappa, frazione del comune sparso di Valbrenta, in provincia di Vicenza e diocesi di Padova; fa parte del vicariato di Valstagna-Fonzaso.

## Storia

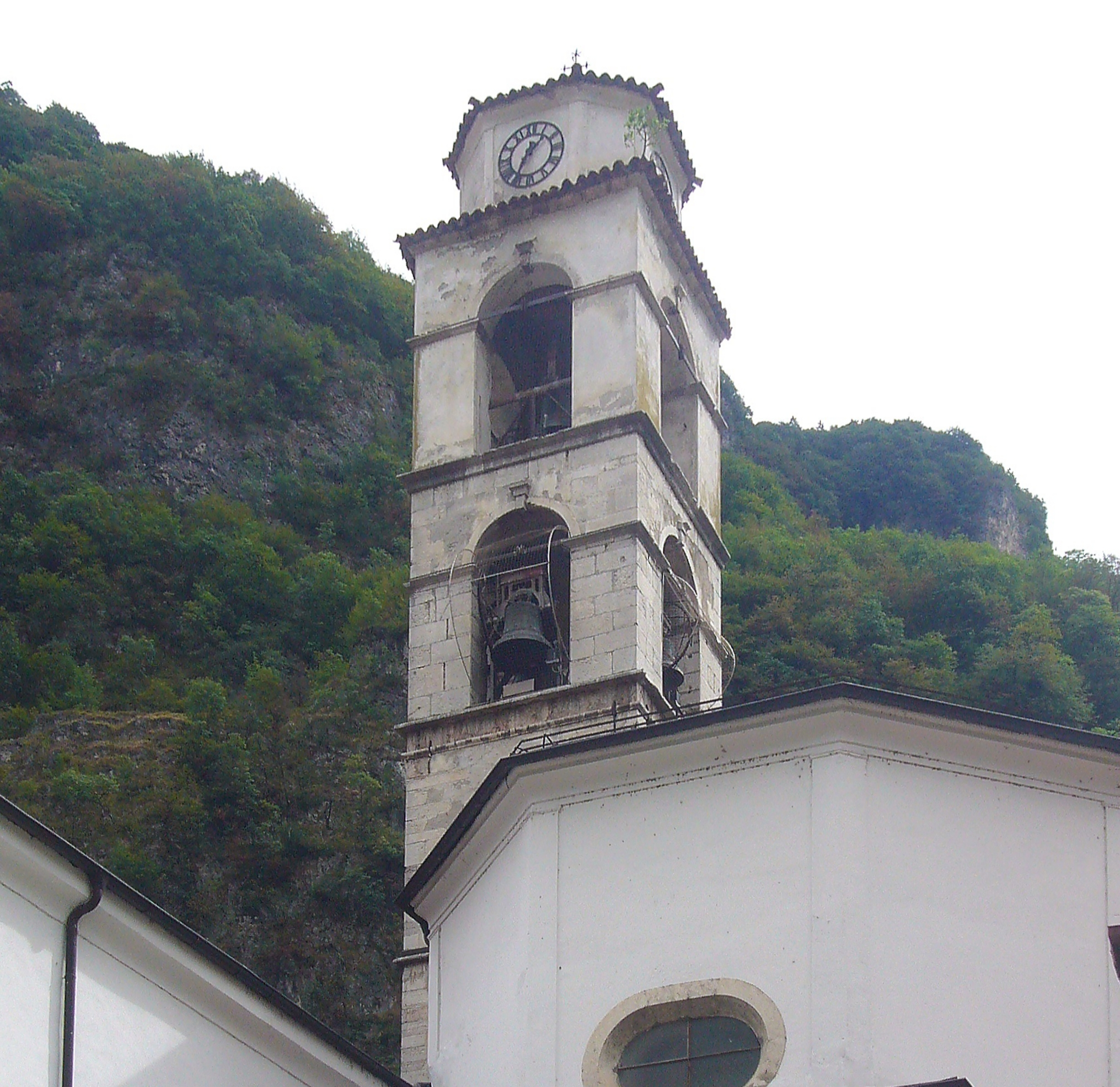
Il campanile

Da un documento datato 1127 si apprende che in quell'anno il borgo di Cismon fu donato al monastero di Campese, il quale deteneva il diritto di nominare il rettore della chiesa di San Marco.
Questo luogo di culto nel XV secolo versava in così gravi condizioni che i fedeli preferivano assistere alle funzioni nel santuario della Madonna del Pedancino, ubicato a nord del centro abitato; tra l'altro, nella relazione della vista pastorale del 1571 del vescovo Nicolò Ormaneto il santuario è attestato come parrocchiale.

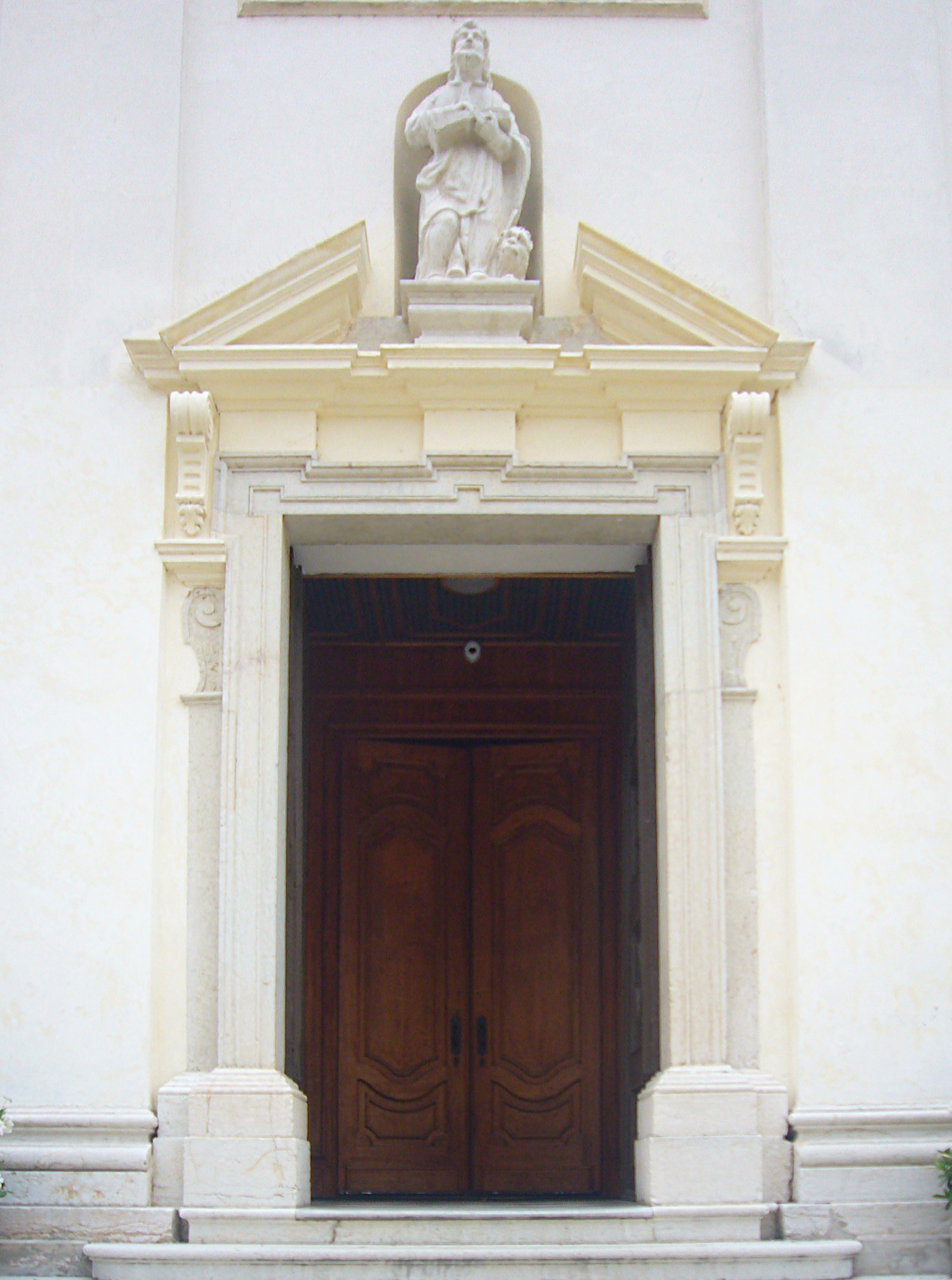
Il portale d'ingresso

Il 18 agosto 1748 un'alluvione distrusse la chiesa di San Marco, che fu successivamente ricostruita e consacrata nel 1774.
L'edificio subì delle lesioni durante il primo conflitto mondiale e venne quindi ristrutturato nel dopoguerra; nel 1921 fu insignito del titolo di santuario.

## Descrizione

### Esterno
La neoclassica facciata a capanna della chiesa, rivolta a ponente e scandita da quattro lesene doriche sorreggenti il frontone al cui interno s'apre un oculo, presenta centralmente il portale d'ingresso, sormontato da un timpano spezzato e da una statua, sopra un riquadro contenente un'iscrizione dedicatoria e ai lati due specchiature.
Accanto alla parrocchiale è il campanile a base quadrata, la cui cella si compone di due registri, entrambi caratterizzati da una monofora a tutto sesto su ogni lato.

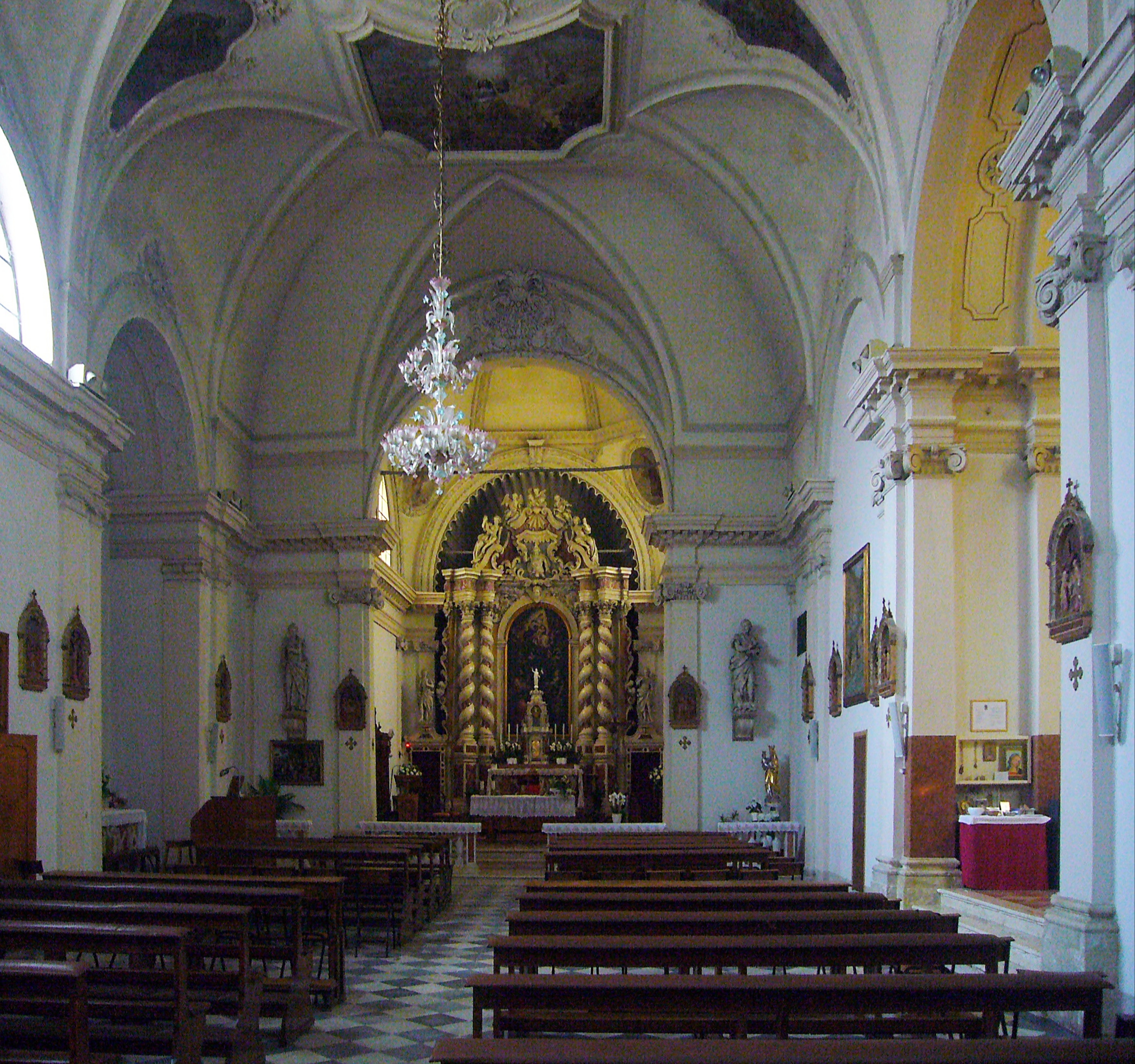
L'interno

### Interno
L'interno dell'edificio si compone di un'unica navata, sulla quale si affacciano le cappelle laterali e le cui pareti sono scandite da lesene sorreggenti la trabeazione sopra la quale si imposta la volta; al termine dell'aula si sviluppa il presbiterio, a sua volta chiuso dall'abside semicircolare.
Qui sono conservate diverse opere di pregio, tra le quali la pala raffigurante la Madonna con Gesù in gloria tra San Marco Evangelista e Santa Giustina da Padova, eseguita nel XVI secolo da Gerolamo Bassano, l'altre maggiore in marmi policromi, costruito tra il 1700 e il 1724, e la statua ritraente la Madonna del Pedancino.